# 遠藤淑子
遠藤 淑子（えんどう としこ、1960年6月27日 - ）は、日本の漫画家、同人作家。北海道根室市出身。読者へのサービス精神あふれるウィットに富んだ作風で、根強い人気を持つ。過去作も、文庫本として次々に復刊されている。

## 概要
同人誌活動を長く行っていたが、1985年、白泉社『別冊花とゆめ』秋号掲載の「慶長スラップスティック」でデビュー。
以来、『花とゆめ』、『別冊花とゆめ』を中心に活躍し、『メロディ』、『Silky』と、読者年齢に合わせ掲載誌を移りながらも、デビューから15年以上に渡り白泉社で着実に作品発表を続けた。また『ヤングアニマル嵐』では愛犬のボーダーコリー、ナナを題材したエッセイ漫画を連載した。
その後は、『まんがくらぶ』（竹書房）、『まんがライフオリジナル』（竹書房）、『別冊YOU』（集英社）、『マンガ・エロティクスF』（太田出版）などに単発読み切り作品を発表。
2021年現在は、『まんがライフオリジナル』（竹書房）、『少女宣言』レーベル（秋水社・発売は大都社）に連載を持っている。

## 著書・作品

### 花とゆめコミックス
- 王室スキャンダル騒動（全1巻、1987年刊） - エヴァンジェリン姫シリーズ
- 山アラシのジレンマ（全1巻、1988年刊）
- 南から来たインディラ（全1巻、1988年刊） - エヴァンジェリン姫シリーズ
- ハネムーンは西海岸へ（全1巻、1989年刊）
- スイートホーム（全1巻、1989年刊）
- 退引町1丁目15番地（全1巻、1990年刊） - 退引町お騒がせ界隈
- 退引町お騒がせ界隈（全2巻、1990年 - 1991年刊） - 退引町お騒がせ界隈
- 夢みる佳人（全1巻、1992年刊） - エヴァンジェリン姫シリーズ
- 兄貴（全1巻、1992年刊）
- ラッコはじめました（全1巻、1993年刊）
- だからパパには敵わない（全1巻、1993年刊）
- 天使ですよ（全1巻、1993年刊）
- いつか夢の中で（全2巻、1994年 - 1997年刊） - ぐーたら姫シリーズ
- マダムとミスター（全5巻、1995年 - 1998年刊）
- 心の家路（全1巻、1999年刊）
- 狼には気をつけて（全4巻、1999年 - 2002年刊）
- ヘヴン（全2巻、2000年 - 2001年刊）
- スマリの森（全1巻、2002年刊）

### ジェッツコミックス
- 空のむこう（全1巻、2004年刊）
- ファミリーアワー（全1巻、2004年刊）
- 解決 浪漫倶楽部（全1巻、2004年刊）
- 犬ぐらし（全1巻、2005年刊）
- 幸せな食卓（全1巻、2006年刊）

### 白泉社文庫
- 王室スキャンダル騒動（全1巻、2002年刊） - エヴァンジェリン姫シリーズ
- スイートホーム（全1巻、2003年刊）
- 天使ですよ（全1巻、2003年刊）
- いつか夢の中で（全1巻、2004年刊） - ぐーたら姫シリーズ
- 退引町お騒がせ界隈（全2巻、2004年刊） - 退引町お騒がせ界隈
- マダムとミスター（全2巻、2005年刊）
- だからパパには敵わない（全1巻、2006年刊）
- 家族ごっこ（全1巻、2007年刊）
- 心の家路（全1巻、2007年刊）
- 狼には気をつけて（全2巻、2008年刊）
- ヘヴン（全1巻、2010年刊）
- スマリの森（全1巻、2011年刊）
- 空のむこう（全1巻、2012年刊）
- 犬ぐらし（全1巻、2012年刊）
- 解決 浪漫倶楽部（全1巻、2014年刊）

### 白泉社以外の出版社より発行されたもの
- 『ピーチツアー』祥伝社〈幻想コレクション〉2007年、全1巻
- 『午後のお茶は妖精の国で』祥伝社〈幻想コレクション〉2008年 - 2010年、全3巻
- 『なごみクラブ』竹書房〈バンブーコミックス〉2008年 - 2022年、全12巻
- 『今月のわんこ生活』大都社〈ダイトコミックス〉2010年 - 2014年、全4巻
- 『アリル 〜午後のお茶は妖精の国で 番外編〜』祥伝社〈幻想コレクション〉2011年、全1巻
- 『プラネット』祥伝社〈幻想コレクション〉2012年 - 2015年、全3巻
- 『ハチ参る』大都社〈ダイトコミックス〉2015年 - 2017年、全2巻
- 『遠藤淑子作品集 ヨシツネ』幻冬舎〈バーズコミックススピカコレクション〉2016年、全1巻
- 『プレイバウ! ナナっちとさんぽした、だいたい5000日。』竹書房〈バンブーエッセイセレクション〉2016年、全1巻
- 『美少女(?)戦隊クアッズ!!』大都社〈ダイトコミックス〉2017年、全1巻
- 『カッキーン!』大都社〈ダイトコミックス〉2018年 - 、既刊1巻（2018年11月現在）
- 『魔王引退』大都社〈ダイトコミックス〉2020年 - 連載中、既刊4巻（2025年1月現在）

### 単行本未収録作品・連載中の作品
1ページのエッセイ記事などは除く。
- 菜の花（1984年別冊花とゆめ夏の号、HMCトップ賞受賞作）
- 通販パラダイス（PUTAO 1996年7月 - 1997年3月）
- アンジェリークの世界（PUTAO）
- 犬と猫のはなし（あにまるパラダイス 2005年5月号）
- スイート（別冊YOU 2005年8号）
- ダイヤと大根（Silky 2006年2月号・6月号）